# كاستل دي كاستلس
بلدية كاستل دي كاستلس (بالإسبانية: Castell de Castells)‏, هي بلدية تقع في مقاطعة اليكانتي. جنوب شرق إسبانيا. يبلغ عدد سكانها 487 نسمة.

## وصلات خارجية
- (بالإسبانية)